# Catinou et Jacouti

Catinou et Jacouti (Catinon e Jacotin en orthographe occitane normalisée) sont des personnages imaginaires comiques recréés par Charles Mouly en 1945, à Toulouse,.

## Caractéristiques des personnages
Catinou est une grosse femme de caractère, au verbe leste. Jacouti est son mari, falot, maigrichon, alcoolique de surcroît. Leurs aventures se situent à Mingecèbes (hameau de la commune de Saint-Lys).
Catinou et Jacouti furent d'abord des saynètes burlesque de la vie populaire en Occitanie jouées, en occitan et français, au théâtre par Gaston Dominique, mais aussi à Radio Toulouse. Le succès, de ce burlesque francitan, fut immense dans le Sud-Ouest de la France dans la seconde moitié du XXe siècle.
Les Aventures de Catinou et Jacouti est également un moyen métrage réalisé en 2003 par Christian Attard d'après l’œuvre de Charles Mouly.
Les pièces de théâtre mettant en scène les personnages de Catinou et Jacouti sont régulièrement jouées par plusieurs compagnies théâtrales.
Les personnages de Catinou et Jacouti ont fait l'objet durant 25 ans d'une fête annuelle, tenue à Saint-Lys.